# إيغور دولياي
إيغور دولياي (بالسيريلية الصربية: Игор Дуљај) (مواليد 29 نوفمبر 1979 في توبولا، جمهورية يوغوسلافيا الاشتراكية الاتحادية) هو لاعب كرة قدم صربي دولي سابق كان يلعب كلاعب وسط. اعتزل اللعب عام 2014 مع نادي سيفاستوبول. سبق له أن لعب في كأس العالم لكرة القدم مع منتخب بلاده. بدأ مسيرته الرياضية عام 1997 مع نادي بارتيزان. لعب خلال مسيرته 354 مباراة سجل خلالها 12 هدفاً.

## مسيرته الكروية
لعب إيغور دولياي خلال مسيرته الاحترافية مع 3 أندية في ثمانية عشر موسمًا وسجل خلالها 12 هدفًا ضمن 369 مباراة. حيث فاز في أربعة مواسم بالكأس وفي سبعة مواسم بالدوري.
خاض إيغور دولياي مسيرته مع نادي بارتيزان في موسم 1997–98 ليلعب معه سبعة مواسم، مشاركًا في 154 مباراة سجل خلالها 4 أهداف. ثم انتقل إلى نادي شاختار دونيتسك في موسم 2003–04 ليلعب معه سبعة مواسم، حيث شارك في 133 مباراة سجل خلالها 5 أهداف. لينتقل بعدها إلى FC Sevastopol ‏ في موسم 2010–11 ليلعب معه أربعة مواسم، مشاركًا في 82 مباراة سجل خلالها 3 أهداف.

## روابط خارجية
- إيغور دولياي على موقع الاتحاد الدولي (مؤرشف)  (الإنجليزية)
- إيغور دولياي على موقع الاتحاد الأوربي (الإنجليزية)
- إيغور دولياي على موقع اتحاد أوكرانيا (الإنجليزية)
- إيغور دولياي على موقع قاعدة بيانات كرة القدم.إي يو (الإنجليزية)
- إيغور دولياي على موقع ليكيب (الفرنسية)
- إيغور دولياي على موقع ناشيونال فوتبول تيمز (الإنجليزية)
- إيغور دولياي على موقع Soccerway.com (الإنجليزية)
- إيغور دولياي على موقع عالم كرة القدم.نت (الإنجليزية)